# Brisbane Track Classic 2023
Das Brisbane Track Classic 2023 war eine Leichtathletik-Veranstaltung die am 25. März im Queensland Sport and Athletics Centre (QSAC) im australischen Brisbane stattfand. Die Veranstaltung war Teil der World Athletics Continental Tour und zählte zu den Silber-Meetings, der zweithöchsten Kategorie dieser Leichtathletik-Serie.

## Resultate

### Männer

#### 100 m
| Platz | Athlet             | Land | Zeit (s) |
| ----- | ------------------ | ---- | -------- |
| 1     | Edward Osei-Nketia | NZL  | 10,13 SB |
| 2     | Rohan Browning     | AUS  | 10,29    |
| 3     | Tiaan Whelpton     | NZL  | 10,34    |
| 4     | Jake Doran         | AUS  | 10,36    |
| 5     | Akihiro Higashida  | JPN  | 10,39    |
| 6     | Shōta Iizuka       | JPN  | 10,41    |
| 7     | Jacob Despard      | AUS  | 10,44    |
| 8     | Jack Hale          | AUS  | 10,45    |
| 9     | Yoshihide Kiryū    | JPN  | 10,48    |

Wind: −1,0 m/s

#### 200 m
| Platz | Athlet        | Land | Zeit (s) |
| ----- | ------------- | ---- | -------- |
| 1     | Shōta Iizuka  | JPN  | 20,53    |
| 2     | Koki Ueyama   | JPN  | 20,71    |
| 3     | Jake Doran    | AUS  | 20,81 SB |
| 4     | Towa Uzawa    | JPN  | 20,86    |
| 5     | Hamish Gill   | NZL  | 20,91 PB |
| 6     | Jun Yamashita | JPN  | 20,98    |
| 7     | Connor Diffey | AUS  | 21,16    |
| 8     | Aidan Murphy  | AUS  | 21,17    |

Wind: −1,1 m/s

#### 400 m
| Platz | Athlet               | Land | Zeit (s) |
| ----- | -------------------- | ---- | -------- |
| 1     | Yuki Joseph Nakajima | JPN  | 45,91    |
| 2     | Tyson Bonney         | AUS  | 46,80 SB |
| 3     | Alexander Beck       | AUS  | 46,96    |
| 4     | Timothy Sanki        | AUS  | 47,56    |
| 5     | Daniel Blest         | AUS  | 47,79    |
|       | Reece Holder         | AUS  | DNF      |

#### 800 m
| Platz | Athlet                   | Land | Zeit (min) |
| ----- | ------------------------ | ---- | ---------- |
| 1     | James Preston            | NZL  | 1:47,00    |
| 2     | Jack Lunn                | AUS  | 1:47,15    |
| 3     | Jamie Harrison           | AUS  | 1:47,39    |
| 4     | Brad Mathas              | NZL  | 1:47,58    |
| 5     | Lachlan Raper            | AUS  | 1:47,75    |
| 6     | Alex Beddoes             | COK  | 1:47,90    |
| 7     | Jye Perrott              | AUS  | 1:48,40    |
| 8     | Harry May                | AUS  | 1:48,94    |
| 9     | Mikuto Kaneko            | JPN  | 1:50,03    |
|       | Dylan Devine (Pacemaker) | AUS  | DNF        |

#### 110 m Hürden
| Platz | Athlet             | Land | Zeit (s) |
| ----- | ------------------ | ---- | -------- |
| 1     | Jacob McCorry      | AUS  | 13,69    |
| 2     | Shuhei Ishikawa    | JPN  | 13,75    |
| 3     | Nicholas Andrews   | AUS  | 13,85    |
| 4     | Tayleb Willis      | AUS  | 13,85 PB |
| 5     | Mitchell Lightfoot | AUS  | 13,87    |
| 6     | Chen Kuei-ru       | TPE  | 14,09    |
| 7     | Cedric Dubler      | AUS  | 14,13 SB |
| 8     | Austin Little      | AUS  | 14,34    |
| 9     | Jascha Coetser     | AUS  | 14,79 SB |
| 10    | Alec Diamond       | AUS  | 15,12    |

Wind: + 0,3 m/s

#### 400 m Hürden
| Platz | Athlet             | Land | Zeit (s) |
| ----- | ------------------ | ---- | -------- |
| 1     | Takayuki Kishimoto | JPN  | 50,02 SB |
| 2     | Conor Fry          | AUS  | 50,38 PB |
| 3     | Chris Douglas      | AUS  | 50,49    |
| 4     | Mark Fokas         | AUS  | 51,45    |
| 5     | Kyle Bennett       | AUS  | 51,54    |
| 6     | Calvin Quek        | SGP  | 51,61    |
| 7     | Masayuki Obayashi  | JPN  | 52,00    |
| 8     | Angus Proudfoot    | AUS  | 52,94    |
| 9     | Hugo Hanak         | AUS  | 52,97    |

#### 3000 m Hindernis
| Platz | Athlet         | Land | Zeit (min) |
| ----- | -------------- | ---- | ---------- |
| 1     | Matthew Clarke | AUS  | 8:26,91 MR |
| 2     | Ben Buckingham | AUS  | 8:32,30    |
| 3     | Liam Cashin    | AUS  | 8:41,40 PB |
| 4     | Max Stevens    | AUS  | 8:50,79 SB |
| 5     | Joe Burgess    | AUS  | 8:53,04 SB |
| 6     | Harvey Cramb   | AUS  | 9:03,14    |
| 7     | Aidan Hobbs    | AUS  | 9:10,49 SB |
| 8     | Elliot Hunt    | AUS  | 9:28,90    |
|       | Flynn Pumpa    | AUS  | DNF        |

#### Hochsprung
| Platz | Athlet                  | Land | Höhe (m) |
| ----- | ----------------------- | ---- | -------- |
| 1     | Tomohiro Shinno         | JPN  | 2,23     |
| 2     | Ryōichi Akamatsu        | JPN  | 2,23     |
| 3     | Simioluwa Thomsen-Ajayi | AUS  | 2,12     |
| 4     | Ryō Satō                | JPN  | 2,07     |
| 5     | Naoto Hasegawa          | JPN  | 2,07     |
| 6     | Keitaro Fujita          | JPN  | 2,02     |

#### Stabhochsprung
| Platz | Athlet               | Land | Höhe (m) |
| ----- | -------------------- | ---- | -------- |
| 1     | Kurtis Marschall     | AUS  | 5,85 MR  |
| 2     | Nick Southgate       | AUS  | 5,35 SB  |
| 3     | Dalton Di Medio      | AUS  | 5,25 =SB |
| 4     | Liam Georgilopoulos  | AUS  | 5,10 =PB |
| 4     | James Steyn          | NZL  | 5,10     |
| 6     | Aiden Princena-White | AUS  | 4,90     |
| 7     | Liam Harris          | AUS  | 4,90 SB  |
| 8     | Cedric Dubler        | AUS  | 4,90     |

#### Weitsprung
| Platz | Athlet           | Land | Weite (m) |
| ----- | ---------------- | ---- | --------- |
| 1     | Darcy Roper      | AUS  | 8,05 SB   |
| 2     | Liam Adcock      | AUS  | 8,03      |
| 3     | Lin Yu-tang      | TPE  | 7,97      |
| 4     | Zane Branco      | AUS  | 7,95 PB   |
| 5     | Jalen Rucker     | AUS  | 7,91 PB   |
| 6     | Henry Frayne     | AUS  | 7,81 SB   |
| 7     | Oscar Miers      | AUS  | 7,76 SB   |
| 8     | Chris Mitrevski  | AUS  | 7,72      |
| 9     | Natsuki Yamakawa | JPN  | 7,60      |
|       | Hibiki Tsuha     | JPN  | NM        |

#### Diskuswurf
| Platz | Athlet           | Land | Weite (m) |
| ----- | ---------------- | ---- | --------- |
| 1     | Matthew Denny    | AUS  | 62,64     |
| 2     | Darcy Miller     | AUS  | 54,27 PB  |
| 3     | Etienne Rousseau | AUS  | 53,99 PB  |
| 4     | Nicholas Dyson   | AUS  | 51,91     |
| 5     | Mason Hughes     | AUS  | 51,51 PB  |

#### Speerwurf
| Platz | Athlet               | Land | Weite (m) |
| ----- | -------------------- | ---- | --------- |
| 1     | Felise Vaha'i Sosaia | FRA  | 79,85     |
| 2     | Cameron McEntyre     | AUS  | 79,05     |
| 3     | Kenji Ogura          | AUS  | 78,78 SB  |
| 4     | Liam O’Brien         | AUS  | 77,74 SB  |
| 5     | Yuta Sakiyama        | JPN  | 75,48 SB  |
| 6     | Capers Williamson    | USA  | 72,57     |
| 7     | Howard McDonald      | AUS  | 72,40 SB  |
| 8     | Cruz Hogan           | AUS  | 68,60     |

### Frauen

#### 100 m
| Platz | Athletin        | Land | Zeit (s) |
| ----- | --------------- | ---- | -------- |
| 1     | Zoe Hobbs       | NZL  | 11,20    |
| 2     | Bree Masters    | AUS  | 11,42    |
| 3     | Shanti Pereira  | SGP  | 11,47    |
| 4     | Kristie Edwards | AUS  | 11,48    |
| 5     | Georgia Harris  | AUS  | 11,64    |
| 6     | Arisa Kimishima | JPN  | 11,65    |
| 7     | Jordan McMillan | AUS  | 11,69 PB |
| 8     | Hayley Reynolds | AUS  | 11,77    |
| 9     | Elly Buckholz   | AUS  | 12,13    |

Wind: 0,1 m/s

#### 200 m
| Platz | Athletin        | Land | Zeit (s)  |
| ----- | --------------- | ---- | --------- |
| 1     | Ella Connolly   | AUS  | 23,12 =SB |
| 2     | Georgia Hulls   | NZL  | 23,16     |
| 3     | Shanti Pereira  | SGP  | 23,16 NR  |
| 4     | Kristie Edwards | AUS  | 23,20 SB  |
| 5     | Bree Masters    | AUS  | 23,35 SB  |
| 6     | Torrie Lewis    | AUS  | 23,35     |
| 7     | Riley Day       | AUS  | 23,37     |
| 8     | Kysha Praciak   | AUS  | 24,36     |

Wind: −0,4 m/s

#### 400 m
| Platz | Athletin           | Land | Zeit (s) |
| ----- | ------------------ | ---- | -------- |
| 1     | Rosie Elliott      | NZL  | 52,88    |
| 2     | Ellie Beer         | AUS  | 53,07 SB |
| 3     | Jessie Andrew      | AUS  | 53,46    |
| 4     | Haruna Kuboyama    | JPN  | 53,73    |
| 5     | Helen Pretorius    | AUS  | 54,29    |
| 6     | Angeline Blackburn | AUS  | 54,34    |
| 7     | Jemma Pollard      | AUS  | 54,99    |
|       | Jasmin Guthrie     | AUS  | DNF      |

#### 800 m
| Platz | Athletin                 | Land | Zeit (min) |
| ----- | ------------------------ | ---- | ---------- |
| 1     | Catriona Bisset          | AUS  | 1:59,74 SB |
| 2     | Ellie Sanford            | AUS  | 2:00,55 PB |
| 3     | Linden Hall              | AUS  | 2:01,48    |
| 4     | Sayla Donnelly           | AUS  | 2:03,98 PB |
| 5     | Ayano Shiomi             | JPN  | 2:04,06    |
| 6     | Yume Kitamura            | JPN  | 2:05,01 SB |
| 7     | Jennifer Hauke           | NZL  | 2:05,35 SB |
| 8     | Emma Philippe            | AUS  | 2:05,94    |
|       | Emma Bible (Pacemakerin) | AUS  | DNF        |

#### 100 m Hürden
| Platz | Athletin         | Land | Zeit (s) |
| ----- | ---------------- | ---- | -------- |
| 1     | Michelle Jenneke | AUS  | 12,80    |
| 2     | Celeste Mucci    | AUS  | 12,92    |
| 3     | Hannah Jones     | AUS  | 12,98    |
| 4     | Yumi Tanaka      | JPN  | 13,19 SB |
| 5     | Emily Britton    | AUS  | 13,31    |
| 6     | Chisato Kiyoyama | JPN  | 13,33    |
| 7     | Abbie Taddeo     | AUS  | 13,49    |
| 8     | Taneille Crase   | AUS  | 13,65    |
| 9     | Imogen Breslin   | AUS  | 13,86    |
| 10    | Emilia Surch     | AUS  | 14,16    |

Wind: −0,3 m/s

#### 400 m Hürden
| Platz | Athletin         | Land | Zeit (s) |
| ----- | ---------------- | ---- | -------- |
| 1     | Sarah Carli      | AUS  | 56,09    |
| 2     | Eri Utsunomiya   | JPN  | 57,55 SB |
| 3     | Akiko Ito        | JPN  | 58,85    |
| 4     | Brodee Mate      | AUS  | 59,11    |
| 5     | Isabella Guthrie | AUS  | 59,13    |
| 6     | Moe Matsuoka     | JPN  | 59,46    |
| 7     | Loan Ville       | FRA  | 60,01    |
| 8     | Scarlett Pye     | AUS  | 60,16    |
| 9     | Claudia Chapman  | AUS  | 61,42    |

#### 3000 m Hindernis
| Platz | Athletin         | Land | Zeit (min) |
| ----- | ---------------- | ---- | ---------- |
| 1     | Cara Feain-Ryan  | AUS  | 9:38,44 MR |
| 2     | Stella Radford   | AUS  | 9:39,11 PB |
| 3     | Brielle Erbacher | AUS  | 9:40,64 SB |
| 4     | Georgia Winkcup  | AUS  | 9:46,80 SB |
| 5     | Laura Maasik     | EST  | 10:11,77   |
| 6     | Abbie Butler     | AUS  | 10:39,79   |

#### Stabhochsprung
| Platz | Athletin         | Land | Höhe (m) |
| ----- | ---------------- | ---- | -------- |
| 1     | Eliza McCartney  | NZL  | 5,71 =WL |
| 2     | Olivia McTaggart | NZL  | 4,45     |
| 3     | Imogen Ayris     | NZL  | 4,25     |
| 4     | Madeline Lawson  | AUS  | 4,10 =PB |
| 5     | Elyssia Kenshole | NZL  | 3,90     |
| 6     | Raphaela Corney  | AUS  | 3,90     |
| 7     | Olivia Gross     | AUS  | 3,70     |
|       | Zoe Jakob        | GER  | NMH      |

#### Weitsprung
| Platz | Athletin          | Land | Weite (m) |
| ----- | ----------------- | ---- | --------- |
| 1     | Samantha Dale     | AUS  | 6,61      |
| 2     | Brooke Buschkuehl | AUS  | 6,59      |
| 3     | Sumire Hata       | JPN  | 6,48      |
| 4     | Annie McGuire     | AUS  | 6,40      |
| 5     | Emilia Surch      | AUS  | 6,30 SB   |
| 6     | Elizabeth Hedding | AUS  | 6,26      |
| 7     | Taneille Crase    | AUS  | 6,24 PB   |
| 8     | Sarah Walsh (T64) | AUS  | 5,18      |

#### Diskuswurf
| Platz | Athletin               | Land | Weite (m) |
| ----- | ---------------------- | ---- | --------- |
| 1     | Jade Lally             | GBR  | 60,48     |
| 2     | Taryn Gollshewsky      | AUS  | 58,30     |
| 3     | Nora Monie             | CMR  | 56,51     |
| 4     | Nanaka Kori            | JPN  | 51,81     |
| 5     | Ashlyn Blackstock      | AUS  | 46,49     |
| 6     | Samantha Schmidt (F38) | AUS  | 33,23     |

#### Speerwurf
| Platz | Athletin          | Land | Weite (m) |
| ----- | ----------------- | ---- | --------- |
| 1     | Mackenzie Little  | AUS  | 60,69     |
| 2     | Sae Takemoto      | JPN  | 56,28     |
| 3     | Tori Peeters      | NZL  | 54,70     |
| 4     | Jess Bell         | AUS  | 49,74     |
| 5     | Alexandra Roberts | AUS  | 44,23     |
| 6     | Charlize Goody    | AUS  | 43,17 PB  |